# McDonald’s Burnie International 2012
Das McDonald’s Burnie International 2012 war ein Tennisturnier des ITF Women’s Circuit 2012 für Damen und ein Tennisturnier der ATP Challenger Tour 2012 für Herren in Burnie. Die Turniere fanden parallel vom 30. Januar bis 5. Februar 2012 statt.